# 堀内護
堀内 護（ほりうち まもる、1949年2月2日 - 2014年12月9日）は、日本の男性歌手、音楽指導者（音楽講師）。通称・MARK（マーク）。かつては日高富明と高校時代からの友人松崎しげるとともに「ミルク」の一員。その後、日高と大野真澄とガロを結成。

## 来歴・人物
東京都世田谷区出身。五人きょうだいの末っ子（兄二人、姉二人）。多摩美術大学中退。「ザ・ティーンズ」、「ザ・ディメンションズ」を経て、由美かおるのバックバンドの「ジ・エンジェルス」にて、本格的にプロミュージシャンとしての活動を始める。ジ・エンジェルスでは、「白夜のカリーナ」という楽曲でレコードデビューの予定であったが、デビュー直前に敢え無く解散となった。
その後、日高富明と松崎しげるとのバンド「ミルク」という名のGSバンドにて活動する。その後、ロックミュージカル「ヘアー」(大野真澄とダブルキャストで、ウーフ役)を経て、1970年11月、大野、日高とガロを結成。かまやつひろしに見いだされ、同バンドとしてデビュー。「学生街の喫茶店」「君の誕生日」、自身が作曲した「ロマンス」などのヒット曲を出すが、1976年に解散。
ガロが解散した後もアコースティックサウンドを追求し、遠藤誠一（エンマ）と「バースディ」を結成し、デュオ活動を開始することを発表したが、仲違いから、アルバムを出すには至らなく、まもなく解散した。
その後ソロ活動をはじめ、アルバム『六夢（りくむ）』、『MARK BRIGHT』を発表したが、いずれもヒットにはつながらなかった。そのせいか表立った音楽活動は断念することとなり、北小岩８丁目で、オートテニスセンターを開業。一方で、日高のソロアルバムのレコーディングに参加したり、音楽指導をしたり、ニッポン放送40周年記念ミュージカル（南青山少女歌劇団）、川村カオリなどに楽曲提供をした事もあった。
1994年、「グッド・フレンズ」に参加。CD『ウッドストックの夏』を発表。
2004年、杉山栽一のCD『SO AM I』にギター&コーラスで参加。
2007年6月、30年ぶりにライブ活動を再開する。
2011年、東日本大震災の震災復興チャリティアルバム「STRENGTH by Various Artists for People of Japan」に、「Stranger In The City」が採用された。
2013年、LOVE US ALL（ラバーソウル）を結成。メンバーは、堀内、ブレッド&バターの岩沢二弓、BUZZの東郷昌和。
2014年、ガロ井戸を結成するが、12月9日午前3時9分、胃がんのため東京都の病院で死去。65歳没。
2015年、1月22日、原宿ラドンナにて音楽葬「マーク（堀内護）を偲ぶ会」が行われた（大野、加橋かつみらが参加した）。

## ディスコグラフィ

### シングル
マーク(MARK)名義
- 風の館 / 蒼いハイウェイ(1976.11.25)
- 電車がつけば… / 僕から(1977.7)

### アルバム
マーク(MARK)名義
- マーク・ファースト「六夢」(1976.11.25)
天の川パートI / 蒼いハイウェイ / 甘いお酒 / ディープ・ブルー / 風の館 / 木の舟 / 信濃路 / 祭り日和 / 夏色の空 / 天の川パートII
  - シンガーズ・スリー、後輩に当たるAlfie(現在のTHE ALFEE)がコーラスにて参加している。
  - 「天の川パートII」は、毎日放送系番組の「皇室アルバム」のテーマ曲として採用された。
- MARK BRIGHT (1977.10.25)
フレデリシアの城 / 銀河旅行 / エナメルの靴のシンデレラ / 眠い夜明け / 潮騒 / 僕は死なないだろう / 星くずの浜辺 / ブラインドをあけると・・・ / GOOD VIBRATION / フレデリシアの城II / 電車がつけば

グッド・フレンズ名義
- ウッドストックの夏 (1994.7.22)
Good-by Captain AMERICA / 君の忘れ物 / Dの会話 / ウッドストックの夏 / ゲバゲバ / 見たことのある景色 / カーテンコール / センチメンタル / 限りない愛の光で / グリーン

MARK from GARO名義
- 時の魔法 (2013.9.25)
学生街の喫茶店 / 時の魔法 / 虹色のラベンダー / 地球はメリーゴーランド / アビーロードの青い空 / 四つ葉のクローバー / ロマンス / 風の館 / ガラスの涙はもういらない / Stranger in the City / Pale Lonely Night / たんぽぽ

REYLA名義
- MARK FOREVER (2015.12.9)
聖日（インストゥルメンタル） / 鳥のように / スノーランド / 妖精の森 / おとぎの国の少女 / 夕日になりたい / ゲーム・オブ・ラブ / You Are The Winner

※一周忌の命日に合わせて遺作を発表。

### デモ音源集
- 謎の?MARKデモ音源
木の船(六夢) / 電車がつけば(MARK BRIGHT) / 祭り日和(六夢) / 潮騒(MARK BRIGHT) / 蒼いハイウェイ (六夢) / 甘いお酒(六夢)
- MARK DEMO 2008
Stranger In The City / Pale Lonely Night / 妖精の森

※ライヴハウスにて、限定販売された。

## 楽曲提供
- 秋川淳子 - 「センセーション」
- 石川さゆり - 「花紀行」
- 加橋かつみ - 「水色の世界」「この広い世界」「貴女がいなくなった」
- かまやつひろし - 「男の部屋」「何とかかんとか」
- CARO - 「愛のない世界」
- 川村カオリ - 「風の生まれる場所から/9時間先の国」
- 草刈正雄 - 「アレキサンダーST.11PM」
- 小林啓子 - 「トンガリ帽子の赤い屋根」
- 南青山少女歌劇団 - 「大人になるって」「憑いてます」「憑いていますか」「みんなが好きだから」
- 宮内淳 - 「渚の忘れもの」
- めるへん堂 - 「歌ある限り」
- 最鋭輝 - 「ロージー」
- ONE-TRICK PONY - 「初恋のメロディ」

## 音楽指導をした主なアーティスト
- 川田麻美
- 小島麻由美
- ザ・ジェッジジョンソン
- JUNYA
- Skirt
  - プロデュースは後輩の高見沢俊彦が担当した。
- 松原剛志
- 南青山少女歌劇団
- 和田琢磨

## エピソード
- 実父が検事より弁護士に転身した時期に出生したため、「護」と名付けられた。
- 日高、加藤和彦、石川鷹彦と共に、日本で最初にMartin D-45を所持したミュージシャンと言われている。
- 邦楽ポップスではシタールを初めて使用したとされている（「姫鏡台」で演奏）。
- ガロ解散後、1980年代に日高と2人でガロを名乗り、都内のライブハウスでライブ活動を行ったことがあった。日高が欠席時に、後輩の坂崎幸之助が代役を務めたことがあった。